# António Óscar Carmona
António Óscar de Fragoso Carmona (Lisbona, 24 novembre 1869 – Lisbona, 18 aprile 1951) è stato un generale e politico portoghese.

## Biografia
Militare di carriera, nel 1922 fu promosso Generale dell'esercito portoghese. Ministro della Guerra nel governo di Antonio Ginestal Machado, tra il 15 novembre e il 18 dicembre 1923.
Fu uno dei leader del Colpo di Stato del 28 maggio 1926 e il 3 giugno fu nominato ministro degli esteri. Il 16 novembre 1926 successe al generale Manuel Gomes da Costa come Presidente della Repubblica e presidente del Consiglio. Restò primo ministro fino al 18 aprile 1928 quando cedette la carica al colonnello José Vicente de Freitas.
Restò presidente dal 1932 anche del Estado Novo fino alla morte, il 18 aprile 1951. Nel 1947 ebbe il titolo onorifico di Maresciallo dell'esercito.
Fu esentato dall'obbligo di menzionare la sua passata appartenenza alla massoneria allorquando la Camera, che aveva adottato la Legge n.º 1901 del 21 Maggio 1935 contro le "associazioni segrete", proposta da José Cabral, nel 1926 adottò una modifica della legge, ispirata dall'omonima legge italiana, per introdurre quest'obbligo.

## Onorificenze

### Onorificenze portoghesi
Come Presidente della Repubblica:
Personalmente è stato insignito dei titoli di: